# Sociedade dos Missionários de São Francisco Xavier
Sociedade dos Missionários de São Francisco Xavier (também conhecidos como Padres de Pilar) é uma sociedade de vida apostólica da Igreja Católica Romana, fundada por José Bento Martins Ribeiro. 

## História
A congregação surgiu na época da extinção das ordens religiosas em Portugal: para continuar a obra de evangelização nas regiões indianas, em 1882 o padre José Bento Martins Ribeiro ofereceu-se a António Sebastião Valente, arcebispo de Goa, que o enviou como missionário a Agonda, uma vila de pescadores perto de Canacona. Martins foi acompanhado por outros três companheiros e juntos conseguiram organizar uma próspera comunidade cristã na aldeia.
Em 20 de setembro de 1887, Martins e seus companheiros fizeram sua profissão nas mãos do Patriarca das Índias Orientais, comprometendo-se a servir nas missões por cinco anos. Em 1890 foi-lhes confiado o antigo convento Capuchinho de Goa, dedicado a Nossa Senhora do Pilar, ao qual também foi nomeada a sociedade.
Em 1931 alguns alunos do Seminário de Rachol, depois de terem presenciado a exposição do corpo de São Francisco Xavier, decidiram empenhar-se na obra missionária e ofereceram-se ao patriarca, que os encaminhou para Remédios do Rosário Gomes, último membro sobrevivente da Sociedade de Nossa Senhora do Pilar. Em 2 de julho de 1939, a sociedade teve um novo começo e, em 8 de setembro de 1940, os membros fizeram votos privados de pobreza, obediência e castidade: as novas constituições da sociedade, modeladas naquelas do Pontifício Instituto para as Missões Estrangeiras, foram aprovadas em 24 de junho de 1946.
Em 1962, a Santa Sé confiou à sociedade a missão nas Ilhas Andamão e Nicobar (atual diocese de Port Blair).
A sociedade recebeu a aprovação da Santa Sé em 30 de setembro de 2010.